# Satyrus von Mailand
Satyrus von Mailand (* um 331 in Trier; † 378 in Mailand) war römischer Präfekt der Spätantike, der als Heiliger verehrt wird. Sein Gedenktag ist der 17. September.

## Leben
Satyrus von Mailand entstammte einer adeligen römischen Familie und war ein Sohn des Präfekten der Gallia Narbonensis Aurelius Ambrosius. Seine ältere Schwester war die geweihte Jungfrau und Heilige Marcellina von Mailand und sein jüngerer Bruder war der römische Politiker, Bischof von Mailand und Kirchenvater Ambrosius. 
Nachdem die Familie von Trier nach Rom gezogen war, erhielt Satyrus eine Ausbildung als Rechtsanwalt, wurde römischer Beamter und verwaltete später das Vermögen der Familie. Als sein Bruder Ambrosius im Jahr 374 zum Bischof des Erzbistums Mailand gewählt wurde, legte Satyrus, der unverheiratet geblieben war, sein Amt als Präfekt nieder und übernahm die Verwaltung der weltlichen Angelegenheiten der Erzdiözese. 
Als Nachweis für seine sorgfältige Arbeit, so berichtete es sein Bruder Ambrosius später, gilt ein Ereignis, das sich im Herbst des Jahres 377 zugetragen haben soll. Ein gewisser Prospero, dem Besitz in Afrika anvertraut worden war, hatte sich einen Geldbetrag angeeignet, der ihm nicht zustand, und wollte ihn auch nicht zurückgeben. Satyrus, der davon erfahren hatte, intervenierte jedoch und konnte so die Situation um den Streit klären. Für Satyrus war dies alles nichts Neues, denn er wurde auch bei Meinungsverschiedenheiten zwischen seiner Schwester Marcellina und seinem Bruder Ambrosius um Schlichtung gebeten, was ihm offenbar so gut gelang, dass keiner der beiden verärgert blieb. Die Harmonie unter den Brüdern war so groß, dass Ambrosius, als er wegen seiner großen Ähnlichkeit mit Satyrus mit diesem verwechselt wurde, sich freute, wenn man ihm Lob aussprach, das seinem Bruder galt.
Nachdem Satyrus 378 unerwartet in Mailand gestorben war, wurde er bei der Beerdigung von Ambrosius in einer Trauerrede Über den Tod seines Bruders Satyrus (lat.  De excessu fratris Satyri) gepriesen; dabei sagte dieser: „Aber immerfort und ohne Ende zu leben – das kann doch zuletzt nur langweilig und schließlich unerträglich sein“. Beigesetzt wurde Satyrus neben dem Grab des Märtyrers Victor in der Basilika Portiana, der heutigen Kirche San Vittore in Ciel d’Oro, die heute ein Erweiterungsbau der Kirche Sant’Ambrogio in Mailand ist.

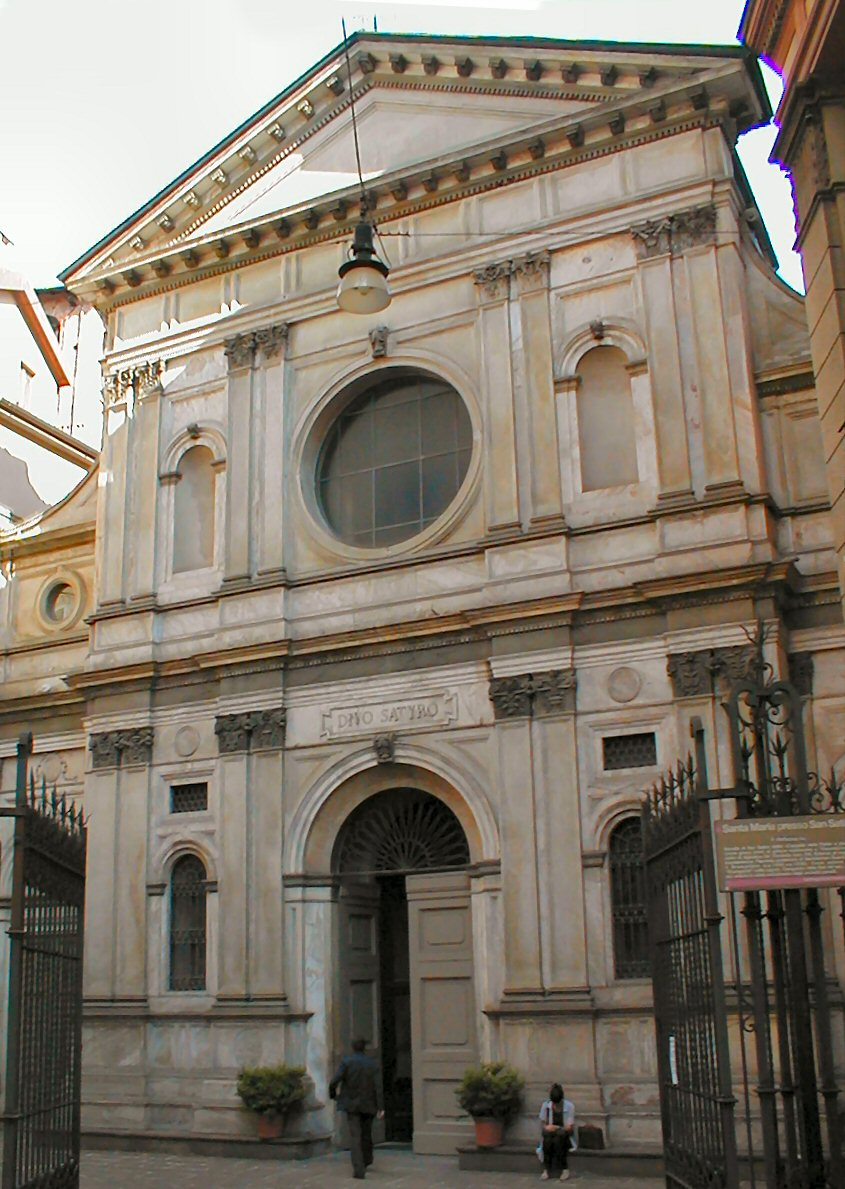
Fassade der Kirche Santa Maria presso San Satiro in Mailand

Zu Ehren Satyrus’ ließ Erzbischof Ansperto Confalonieri da Biassono im Jahre 870 eine kleine Kirche als Zentralbau im Komplex der Sakralbauten von Santa Maria presso San Satiro errichten.